# Yuito Suzuki
Yuito Suzuki (鈴木 唯人?, Suzuki Yuito; Hayama, 25 ottobre 2001) è un calciatore giapponese, centrocampista del Brøndby, della nazionale Under-23 giapponese e della nazionale giapponese. Dal 1º luglio 2025 sarà un nuovo giocatore del Friburgo.

## Biografia
Nato ad Hayama il 25 ottobre del 2001 nella prefettura di Kanagawa, Yuito è il secondo di tre figli, infatti ha un fratello maggiore e una sorella minore. Si trasferisce nella prefettura di Chiba frequentando il liceo Funabashi, giocando nella squadra di calcio dell'istituto, rinomata per essere tra le più in vista del Giappone, diventa titolare a pieno titolo durante il suo terzo e ultimo anno di scuola.

## Caratteristiche tecniche
Nei primi anni da professionista ha ricoperto il ruolo di trequartista, successivamente è stato impiegato anche per il ruolo più avanzato di punta centrale, Suzuki nelle azioni realizzative riesce a segnare tirando principalmente della media distanza, ha un tiro potente, è destro naturale benché talvolta è capace di realizzare il gol calciando pure con il sinistro. È un giocatore veloce e possiede un buon fisico, vanta delle notevoli abilità nel dribblaggio.

## Carriera

### Club

#### Shimizu S-Pulse e Strasburgo
Il 4 luglio 2020 debutta nel professionismo giocando con lo Shimizu S-Pulse nella sconfitta per 2-1 contro il Nagoya Grampus. Nel 2021 segna il suo primo gol per la squadra, nella Coppa J. League, la sua rete decide la vittoria su 1-0 battendo il Vegalta Sendai. Nell'edizione 2022 della J1 League segna tre reti, prima con il gol del 1-1 pareggiando con il Consadole Sapporo, la seconda rete invece nella vittoria per 2-1 sconfiggendo il Júbilo Iwata, per poi segnare nella vittoria contro lo Shonan Bellmare per 4-1. Viene ceduto per un breve periodo in prestito allo Strasburgo, giocando in tutto solo quattro partite, ha segnato una sola rete nella Ligue 1 il 16 aprile 2023 con il gol del 3-1 battendo l'Ajaccio. Ritorna poi a giocare per lo Shimizu S-Pulse retrocesso in seconda divisione, segna un solo gol che stabilisce la vittoria per 1-0 contro il Tokyo Verdy.

#### Brøndby
Nel 2023 inizia a giocare per il Brøndby, nella Superligaen la massima divisione del calcio danese, segna il gol del 3-0 in campionato battendo il Hvidovre IF. Nella Coppa di Danimarca segna un gol sconfiggendo per 3-0 il Hellerup IK, inoltre con la sua rete la squadra batte per 1-0 il Randers. Durante il campionato realizza nove reti, segna una doppietta che permette al Brøndby di battere il Midtjylland per 2-1, inoltre la sua tripletta contribuisce alla vittoria su 4-1 ai danni del Silkeborg.
Nell'edizione 2024-2025 segna dodici gol, il prima battendo per 2-0 il Sønderjysk, un'altra rete la realizza vincendo per 4-1 contro il Viborg, sigla un gol nel successo per 4-3 ai danni del Randers, è autore di una doppietta prima vincendo per 5-1 contro il Midtjylland e poi pareggiando per 2-2 contro il Vejle, l'ultima rete la segna nella vittoria per 3-2 battendo l'AGF.

### Nazionale
Inizia a muovere i primi passi nella nazionale giovanile nel 2019, viene convocato per giocare con il Giappone Under-18, segna un gol in un'amichevole vinta per 2-1 contro la Russia. Con la nazionale Under-23 giapponese ha preso parte alla Coppa d'Asia U-23 2022 dove il Giappone arriva terzo, Suzuki segna tre gol, prima con una rete vincendo per 2-1 contro gli Emirati Arabi Uniti e poi con una doppietta battendo per 3-0 la Corea del Sud. Durante un'amichevole vinta per 5-2 contro l'Argentina Under-23 segna due reti.

## Statistiche

### Presenze e reti nei club
Statistiche aggiornate al 6 agosto 2023.
| Stagione               | Club                   | Campionato             | Campionato | Campionato | Coppe nazionali | Coppe nazionali | Coppe nazionali | Coppe continentali | Coppe continentali | Coppe continentali | Supercoppe | Supercoppe | Supercoppe | Totale | Totale |
| Stagione               | Club                   | Comp                   | Pres       | Reti       | Comp            | Pres            | Reti            | Comp               | Pres               | Reti               | Comp       | Pres       | Reti       | Pres   | Reti   |
| ---------------------- | ---------------------- | ---------------------- | ---------- | ---------- | --------------- | --------------- | --------------- | ------------------ | ------------------ | ------------------ | ---------- | ---------- | ---------- | ------ | ------ |
| 2020                   | Shimizu S-Pulse        | J1                     | 30         | 0          | CdL             | 2               | 0               | -                  | -                  | -                  | -          | -          | -          | 32     | 0      |
| 2021                   | Shimizu S-Pulse        | J1                     | 33         | 2          | CdL+CI          | 3+1             | 1+0             | -                  | -                  | -                  | -          | -          | -          | 37     | 3      |
| 2022                   | Shimizu S-Pulse        | J1                     | 20         | 3          | CdL+CI          | 4+0             | 0               | -                  | -                  | -                  | -          | -          | -          | 24     | 3      |
| gen.-giu. 2023         | Strasburgo             | L1                     | 3          | 1          | -               | -               | -               | -                  | -                  | -                  | -          | -          | -          | 3      | 1      |
| lug.-ago. 2023         | Shimizu S-Pulse        | J2                     | 3          | 1          | -               | -               | -               | -                  | -                  | -                  | -          | -          | -          | 3      | 1      |
| Totale Shimizu S-Pulse | Totale Shimizu S-Pulse | Totale Shimizu S-Pulse | 86         | 6          |                 | 10              | 1               |                    | -                  | -                  |            | -          | -          | 96     | 7      |
| 2023-2024              | Brøndby                | SL                     | 0          | 0          | CD              | 0               | 0               | -                  | -                  | -                  |            | -          | -          | 0      | 0      |
| Totale carriera        | Totale carriera        | Totale carriera        | 89         | 7          |                 | 10              | 1               |                    | -                  | -                  |            | -          | -          | 99     | 8      |

### Cronologia presenze e reti in nazionale
| Cronologia completa delle presenze e delle reti in nazionale ― Giappone | Cronologia completa delle presenze e delle reti in nazionale ― Giappone | Cronologia completa delle presenze e delle reti in nazionale ― Giappone | Cronologia completa delle presenze e delle reti in nazionale ― Giappone | Cronologia completa delle presenze e delle reti in nazionale ― Giappone | Cronologia completa delle presenze e delle reti in nazionale ― Giappone | Cronologia completa delle presenze e delle reti in nazionale ― Giappone | Cronologia completa delle presenze e delle reti in nazionale ― Giappone |
| Data                                                                    | Città                                                                   | In casa                                                                 | Risultato                                                               | Ospiti                                                                  | Competizione                                                            | Reti                                                                    | Note                                                                    |
| ----------------------------------------------------------------------- | ----------------------------------------------------------------------- | ----------------------------------------------------------------------- | ----------------------------------------------------------------------- | ----------------------------------------------------------------------- | ----------------------------------------------------------------------- | ----------------------------------------------------------------------- | ----------------------------------------------------------------------- |
| 6-6-2024                                                                | Yangon                                                                  | Birmania                                                                | 0 – 5                                                                   | Giappone                                                                | Qual. Mondiali 2026                                                     | -                                                                       | 46’                                                                     |
| 5-6-2025                                                                | Perth                                                                   | Australia                                                               | 1 – 0                                                                   | Giappone                                                                | Qual. Mondiali 2026                                                     | -                                                                       |                                                                         |
| Totale                                                                  |                                                                         | Presenze                                                                | 2                                                                       |                                                                         | Reti                                                                    | 0                                                                       |                                                                         |

| Cronologia completa delle presenze e delle reti in nazionale ― Giappone under 23 | Cronologia completa delle presenze e delle reti in nazionale ― Giappone under 23 | Cronologia completa delle presenze e delle reti in nazionale ― Giappone under 23 | Cronologia completa delle presenze e delle reti in nazionale ― Giappone under 23 | Cronologia completa delle presenze e delle reti in nazionale ― Giappone under 23 | Cronologia completa delle presenze e delle reti in nazionale ― Giappone under 23 | Cronologia completa delle presenze e delle reti in nazionale ― Giappone under 23 | Cronologia completa delle presenze e delle reti in nazionale ― Giappone under 23 |
| Data                                                                             | Città                                                                            | In casa                                                                          | Risultato                                                                        | Ospiti                                                                           | Competizione                                                                     | Reti                                                                             | Note                                                                             |
| -------------------------------------------------------------------------------- | -------------------------------------------------------------------------------- | -------------------------------------------------------------------------------- | -------------------------------------------------------------------------------- | -------------------------------------------------------------------------------- | -------------------------------------------------------------------------------- | -------------------------------------------------------------------------------- | -------------------------------------------------------------------------------- |
| 26-10-2021                                                                       | Hirono                                                                           | Giappone under 23                                                                | 4 – 0                                                                            | Cambogia under 23                                                                | Qualificazioni Coppa d'Asia AFC Under-23 2022                                    | -                                                                                | 72’                                                                              |
| 28-10-2021                                                                       | Hirono                                                                           | Hong Kong under 23                                                               | 0 – 4                                                                            | Giappone under 23                                                                | Qualificazioni Coppa d'Asia AFC Under-23 2022                                    | -                                                                                |                                                                                  |
| 23-3-2022                                                                        | Dubai                                                                            | Giappone under 23                                                                | 1 – 0                                                                            | Croazia under 23                                                                 | Amichevole                                                                       | -                                                                                |                                                                                  |
| 26-3-2022                                                                        | Dubai                                                                            | Qatar under 23                                                                   | 0 – 2                                                                            | Giappone under 23                                                                | Amichevole                                                                       | -                                                                                | 76’                                                                              |
| 29-3-2022                                                                        | Dubai                                                                            | Arabia Saudita under 23                                                          | 0 – 1                                                                            | Giappone under 23                                                                | Amichevole                                                                       | -                                                                                | 87’                                                                              |
| 3-6-2022                                                                         | Tashkent                                                                         | Emirati Arabi Uniti under 23                                                     | 1 – 2                                                                            | Giappone under 23                                                                | Coppa d'Asia AFC Under-23 2022                                                   | 1                                                                                |                                                                                  |
| 6-6-2022                                                                         | Tashkent                                                                         | Giappone under 23                                                                | 0 – 0                                                                            | Arabia Saudita under 23                                                          | Coppa d'Asia AFC Under-23 2022                                                   | -                                                                                | 87’                                                                              |
| 12-6-2022                                                                        | Tashkent                                                                         | Corea del Sud under 23                                                           | 0 – 3                                                                            | Giappone under 23                                                                | Coppa d'Asia AFC Under-23 2022                                                   | 2                                                                                | 88’                                                                              |
| 15-6-2022                                                                        | Tashkent                                                                         | Uzbekistan under 23                                                              | 2 – 0                                                                            | Giappone under 23                                                                | Coppa d'Asia AFC Under-23 2022                                                   | -                                                                                | 10’                                                                              |
| 18-6-2022                                                                        | Tashkent                                                                         | Giappone under 23                                                                | 3 – 0                                                                            | Australia under 23                                                               | Coppa d'Asia AFC Under-23 2022                                                   | -                                                                                | 69’ 74’                                                                          |
| 22-9-2022                                                                        | Marbella                                                                         | Svizzera under 23                                                                | 2 – 1                                                                            | Giappone under 23                                                                | Amichevole                                                                       | -                                                                                | 60’                                                                              |
| 26-9-2022                                                                        | Castel di Sangro                                                                 | Italia under 23                                                                  | 1 – 1                                                                            | Giappone under 23                                                                | Amichevole                                                                       | -                                                                                | 83’                                                                              |
| 18-11-2022                                                                       | Siviglia                                                                         | Spagna under 23                                                                  | 2 – 0                                                                            | Giappone under 23                                                                | Amichevole                                                                       | -                                                                                | 80’                                                                              |
| 22-11-2022                                                                       | Portimão                                                                         | Portogallo under 23                                                              | 1 – 2                                                                            | Giappone under 23                                                                | Amichevole                                                                       | -                                                                                | 88’                                                                              |
| 24-3-2023                                                                        | Francoforte sul Meno                                                             | Germania under 23                                                                | 2 – 2                                                                            | Giappone under 23                                                                | Amichevole                                                                       | -                                                                                | 86’                                                                              |
| 27-3-2023                                                                        | Murcia                                                                           | Belgio under 23                                                                  | 3 – 2                                                                            | Giappone under 23                                                                | Amichevole                                                                       | 1                                                                                | 87’                                                                              |
| 10-6-2023                                                                        | Newport                                                                          | Inghilterra under 23                                                             | 0 – 2                                                                            | Giappone under 23                                                                | Amichevole                                                                       | -                                                                                | 82’                                                                              |
| 14-6-2023                                                                        | Wiener Neustadt                                                                  | Paesi Bassi under 23                                                             | 0 – 0                                                                            | Giappone under 23                                                                | Amichevole                                                                       | -                                                                                | 82’                                                                              |
| 6-9-2023                                                                         | Al Muharraq                                                                      | Giappone under 23                                                                | 6 – 0                                                                            | Pakistan under 23                                                                | Qualificazioni Coppa d'Asia AFC Under-23 2024                                    | -                                                                                | 77’                                                                              |
| 9-9-2023                                                                         | Al Muharraq                                                                      | Palestina under 23                                                               | 0 – 1                                                                            | Giappone under 23                                                                | Qualificazioni Coppa d'Asia AFC Under-23 2024                                    | -                                                                                | 74’                                                                              |
| 12-9-2023                                                                        | Al Muharraq                                                                      | Giappone under 23                                                                | 0 – 0                                                                            | Bahrein under 23                                                                 | Qualificazioni Coppa d'Asia AFC Under-23 2024                                    | -                                                                                | 46’                                                                              |
| 14-10-2023                                                                       | Phoenix                                                                          | Messico under 23                                                                 | 1 – 4                                                                            | Giappone under 23                                                                | Amichevole                                                                       | -                                                                                | 82’                                                                              |
| 18-11-2023                                                                       | Shimizu                                                                          | Giappone under 23                                                                | 5 – 2                                                                            | Argentina under 23                                                               | Amichevole                                                                       | 2                                                                                | 86’                                                                              |
| Totale                                                                           |                                                                                  | Presenze                                                                         | 23                                                                               |                                                                                  | Reti                                                                             | 6                                                                                |                                                                                  |